# Kovačevac (Lipik)
Kovačevac is een plaats in de gemeente Lipik in de Kroatische provincie Požega-Slavonië. De plaats telt 31 inwoners (2001).